# Calopteryx angustipennis
Calopteryx angustipennis é uma espécie de libelinha da família Calopterygidae.
É endémica dos Estados Unidos da América.
Os seus habitats naturais são: rios.